# Винслоу (Арканзас)
Винслоу (енгл. Winslow) град је у америчкој савезној држави Арканзас.

## Демографија
По попису из 2010. године број становника је 391, што је 8 (-2,0%) становника мање него 2000. године.
| Група             | 2000.       | 2010.       |
| Белци             | 365 (91,5%) | 370 (94,6%) |
| Афроамериканци    | 4 (1,0%)    | 1 (0,3%)    |
| Азијати           | 0 (0,0%)    | 2 (0,5%)    |
| Хиспаноамериканци | 3 (0,8%)    | 8 (2,0%)    |
| Укупно            | 399         | 391         |